# Groupement d'infanterie (1946-1948)
Pour les articles homonymes, voir Groupement d'infanterie et GI.
Un groupement d'infanterie (GI) est un type d'unité militaire de l'Armée de terre française. Il apparaît en 1946 pour former une unité interarmes autour d'un régiment d'infanterie (puis d'une demi-brigade).

## Organisation
Les groupements sont structurés à l'image des Combat commands de l'Armée de terre des États-Unis. Les groupements d'infanterie (environ 3 800 militaires) sont regroupés trois par trois au sein d'éléments divisionnaire d'infanterie (EDI).
Chaque régiment d'infanterie (RI) est soutenu par :
- un détachement de quartier-général,
- un groupe d'artillerie,
- une compagnie du génie,
- un détachement de transmissions,
- une compagnie de transports,
- une compagnie de ramassage sanitaire,
- une compagnie de réparation,
- un détachement d'intendance.

En novembre 1946, le détachement de QG et la compagnie de transports fusionnent pour former une compagnie de quartier-général et de transport (CQGT). En avril 1947, le régiment est remplacé par une demi-brigade d'infanterie (DBI), à trois bataillons d'infanterie et un bataillon de commandement. Le détachement de transmissions devient également compagnie légère de transmissions et la compagnie de ramassage sanitaire est renommée compagnie médicale.

## Historique et composition des différents groupements
- Élément divisionnaire d'infanterie no 1 :
  - Groupement d'infanterie no 4 (dissous en novembre 1947)
  - Groupement d'infanterie no 5
  - Groupement d'infanterie no 6

- Élément divisionnaire d'infanterie no 2[2] :
  - Groupement d'infanterie no 1
  - Groupement d'infanterie no 2
  - Groupement d'infanterie no 3

- Élément divisionnaire d'infanterie no 3 :
  - Groupement d'infanterie no 7
  - Groupement d'infanterie no 8 (dissous en avril 1947)
  - Groupement d'infanterie no 9 (renuméroté no 10 en avril 1947)[3]

- Élément divisionnaire d'infanterie no 4 :
  - Groupement d'infanterie no 10 (renuméroté no 9 en avril 1947)
  - Groupement d'infanterie no 11
  - Groupement d'infanterie no 12[4]